# Albert von Hügel

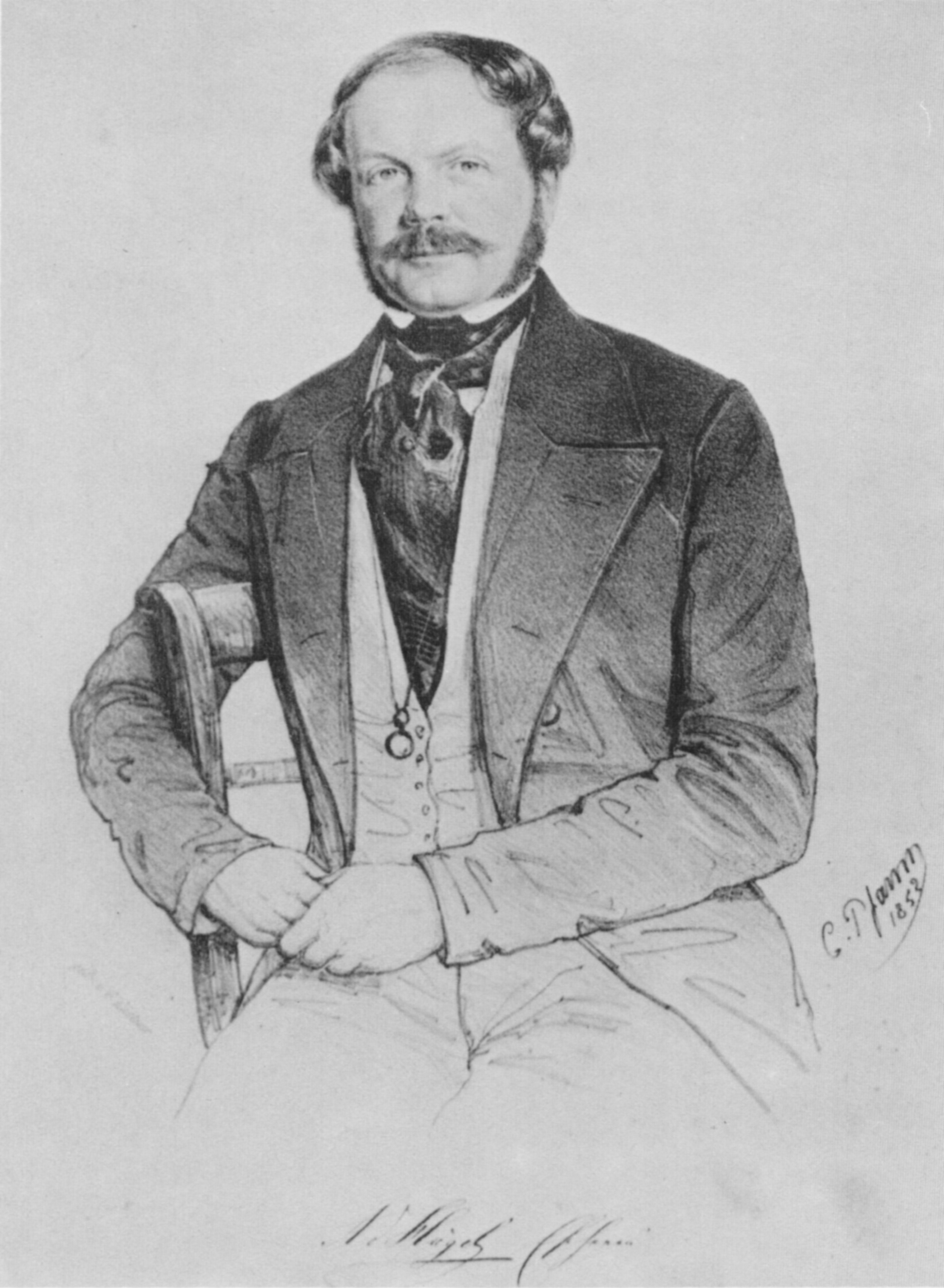
Albert von Hügel (Lithographie von Christian Pfann, 1852)

Albert von Hügel (* 30. September 1803; † 31. Dezember 1865) war ein deutscher Offizier, württembergischer Kammerherr und Rittergutbesitzer.

## Leben
Hügel war das älteste Kind des späteren württembergischen Generals und Kriegsministers Ernst Eugen Freiherr von Hügel (1774–1849); sein jüngerer Bruder Karl Eugen von Hügel (1805–1870) war 1855 bis 1864 württembergischer Außenminister. Albert von Hügel hatte es in der württembergischen Armee bis zum Rang eines Rittmeisters gebracht, als er 1831 durch Heirat Miteigentümer des ehemals reichsritterschaftlichen Guts Eschenau (Oberamt Weinsberg) und folglich in die ritterschaftliche Matrikel des Königreichs eingetragen wurde.
Hügel errichtete im Jahr 1851 östlich Eschenau in Waldeinsamkeit den herrschaftlichen Waldhof. Im Vorfeld des Baus der „Kocherbahn“, der Bahnstrecke von Heilbronn nach Hall, soll er mit seinen guten Verbindungen nach Stuttgart maßgeblichen Einfluss darauf genommen haben, dass die Bahnstrecke durch Eschenau und damit das Weinsberger Tal führte anstatt durch Neckarsulm und das nördlichere Kochertal.
1861 wurde Albert von Hügel mit dem Ritterkreuz des Ordens der Württembergischen Krone ausgezeichnet. Er war zu diesem Zeitpunkt Oberst und Kommandant des 7. Infanterie-Regiments.

## Familie
Albert von Hügel war evangelisch. 1831 heiratete er Marie Louise Elisabethe Freiin von Uexküll-Gyllenband (1811–1862), die Besitzerin des Ritterguts Eschenau, die sich 1843 wieder von ihm scheiden ließ und ein Jahr später den Weinsberger Arzt und Dichter Theobald Kerner heiratete.
Aus der Ehe gingen drei Kinder hervor: 
- Alexander Ernst August (* 1832)
- Anna Louise Char. Mathilde (* 1833)
- Ernst Ludwig Paul Carl (1835–1897)

Der jüngere Sohn heiratete 1863 Amalie Josephine Henriette Agnes Susanne, Tochter des Herzogs Alexander Paul Ludwig von Württemberg und der Gräfin Claudine von Rhédey von Kis-Rédé Gräfin zu Hohenstein, und wurde 1879 in den erblichen Grafenstand des Königreichs Württemberg aufgenommen.